# 1911 (pel·lícula)
1911, també coneguda com a Xinhai Revolution i The 1911 Revolution (xinès simplificat: 辛亥革命, pinyin: Xīnhài Gémìng, literalment 'Revolució Xinhai'), és una pel·lícula xinesa estrenada l'any 2011 que commemora la instauració de la República de la Xina, després del final de l'imperi i la fi de la darrera dinastia (Qing), quan es produeix l'abdicació del nen emperador Puyi. Dirigida per Jackie Chan i Li Zhang, ha guanyat diversos premis.

## Argument
Aquest drama històric i pel·lícula d'acció narra les activitats dels revolucionaris contraris a la dinastia Qing, encapçalats pel doctor Sun Yat-sen. Una revolució que comença fracassant però que es revitalitza amb l'aixecament de Wuchang. Per tal de fer caure la monarquia Sun Yat-sen farà concessions al poderós general Yuan Shikai.

## Repartiment
Els principals protagonistes:
- Jackie Chan (en el paper del militar Huang Xing, mà dreta de Sun Yat-sen)
- Winston Chao (Sun Yat-sen, líder republicà)
- Jaycee Chan (Zhang Zhenwu)
- Li Bingbing (Xu Zonghan, metgessa i lluitadora republicana)
- Joan Chen (Longyu també coneguda com a emperadriu Xiaodingjing)
- Jiang Wenli (Soong Ching-ling, segona esposa de Sun Yat-sen)
- Yu Shaoqun (Wang Jingwei)
- Sun Chun (general de les tropes imperials Yuan Shikai)
- Wang Ya'nan (Yuan Keding)
- Hu Ge (Lin Juemin, màrtir republicà)
- Mei Ting (interpreta Chen Yiying, esposa de Lin Juemin)
- Jiang Wu (Li Yuanhong)
- Ning Jing (Qiu Jin)
- Hu Ming (Liao Zhongkai, financer i nacionalista)
- Dennis To (Xiong Bingkun)
- Su Hanye (Puyi, el darrer emperador de la dinastia Qin)
- Michael Lacidonia (Homer Lea, aventurer nord-americà i assessor de Sun Yat-sen)
- Wang Wang Chen Qimei, mentor de Chiang Kai-shek)
- Simon Dutton (John Newell Jordan, diplomàtic britànic)